# Alticola lemminus
Alticola lemminus là một loài động vật có vú trong họ Cricetidae, bộ Gặm nhấm. Loài này được Miller mô tả năm 1898.